# Ribas (Celorico de Basto)
Ribas es una freguesia portuguesa del concelho de Celorico de Basto, con 9,73 km² de superficie y 1.229 habitantes (2001). Su densidad de población es de 126,3 hab/km².